# Фортунатов, Фёдор Николаевич
Фёдор Николаевич Фортунатов (1814—1872) — русский краевед, автор ряда статей по вопросам воспитания.

## Биография
Родился 1 (13) февраля 1814 года в семье преподавателя Вологодской гимназии.
Окончив Вологодскую гимназию, в январе 1830 года поступил на историко-филологический факультет Санкт-Петербургского университета в качестве казённокоштного студента.
Окончив университет в 1833 году со степенью кандидата, продолжил обучение в Профессорском институте при Дерптском университете, но в октябре того же года «принимая в соображение как слабое здоровье, так равно и бедственное положение семейства» был отчислен. Занял должность учителя истории и статистики Вологодской гимназии.
В конце января 1836 года стал членом губернского статистического комитета, впоследствии руководитель этого комитета. Проводил методические занятия с учителями городских и уездных училищ, обучал учителей методике преподавания.
Был утверждён 25 января 1838 года инспектором гимназии, но продолжал вести в ней уроки по истории, статистике и греческому языку.
С 7 августа 1852 года был назначен директором училищ Олонецкой губернии и Олонецкой гимназии в Петрозаводске. Благодаря Ф. Н. Фортунатову в Петрозаводске в 1861 году было открыто женское училище.
В 1863 году вышел в отставку и переехал в Москву.
Публиковал статьи в периодических изданиях Вологды, Петрозаводска, Москвы и Петербурга. Известны его работы по педагогике и краеведению «Каков должен быть наставник», «Источники успеха нравственного воспитания в общественных заведениях», «Историческая записка к пятидесятилетию Олонецкой гимназии», «О старинных русских костюмах в Грязовецком и Сольвычегодском уездах Вологодской губернии». В 1868 году приступил к печатанию в «Вологодских епархиальных ведомостях» своих «Воспоминаний о преосвященном архиепископе Иринее», но печатание их было приостановлено по распоряжению местной духовной цензуры.
Скончался в Москве 18 (30) ноября 1872 года, похоронен на кладбище Алексеевского монастыря.

## Семья
Был дважды женат:
- 1-я жена: Юлия Алексеевна Монакова (1816—1857);
- 2-я жена: Александра Карловна Спенглер (1827—1862).

### Дети
- Фортунатова (в замуж. Завадская), Мария Федоровна (1839—1882), учительница;
- Фортунатов, Евгений Федорович (1842—1866), филолог, член общества «Земля и воля»;
- Фортунатова Екатерина Федоровна (1844—1873), учительница;
- Фортунатов Филипп Федорович (1848—1914), языковед, академик;
- Фортунатов Степан Федорович (1850—1918), историк;
- Фортунатов Иван Фёдорович (1852—1916) — московский инженер-строитель, в честь которого названа Фортунатовская улица[3];
- Фортунатов Алексей Федорович (1856—1925), аграрный статистик;
- Юлия (1860—1860).

## Рекомендуемая литература
- Рукопись в РГБ: Автобиография с элементами родословия. 1780-е гг. — 1838 г. — 2 л.